# Itumbiara
Itumbiara là một đô thị thuộc bang Goiás, Brasil. Đô thị này có diện tích 2461,28 km², dân số năm 2007 là 86496 người, mật độ 80,1 người/km².